# Thysanopyga distincta
Thysanopyga distincta är en fjärilsart som beskrevs av Krüger och Malcolm J. Scoble 1992. Thysanopyga distincta ingår i släktet Thysanopyga och familjen mätare. Inga underarter finns listade i Catalogue of Life.